# Smart Forfour

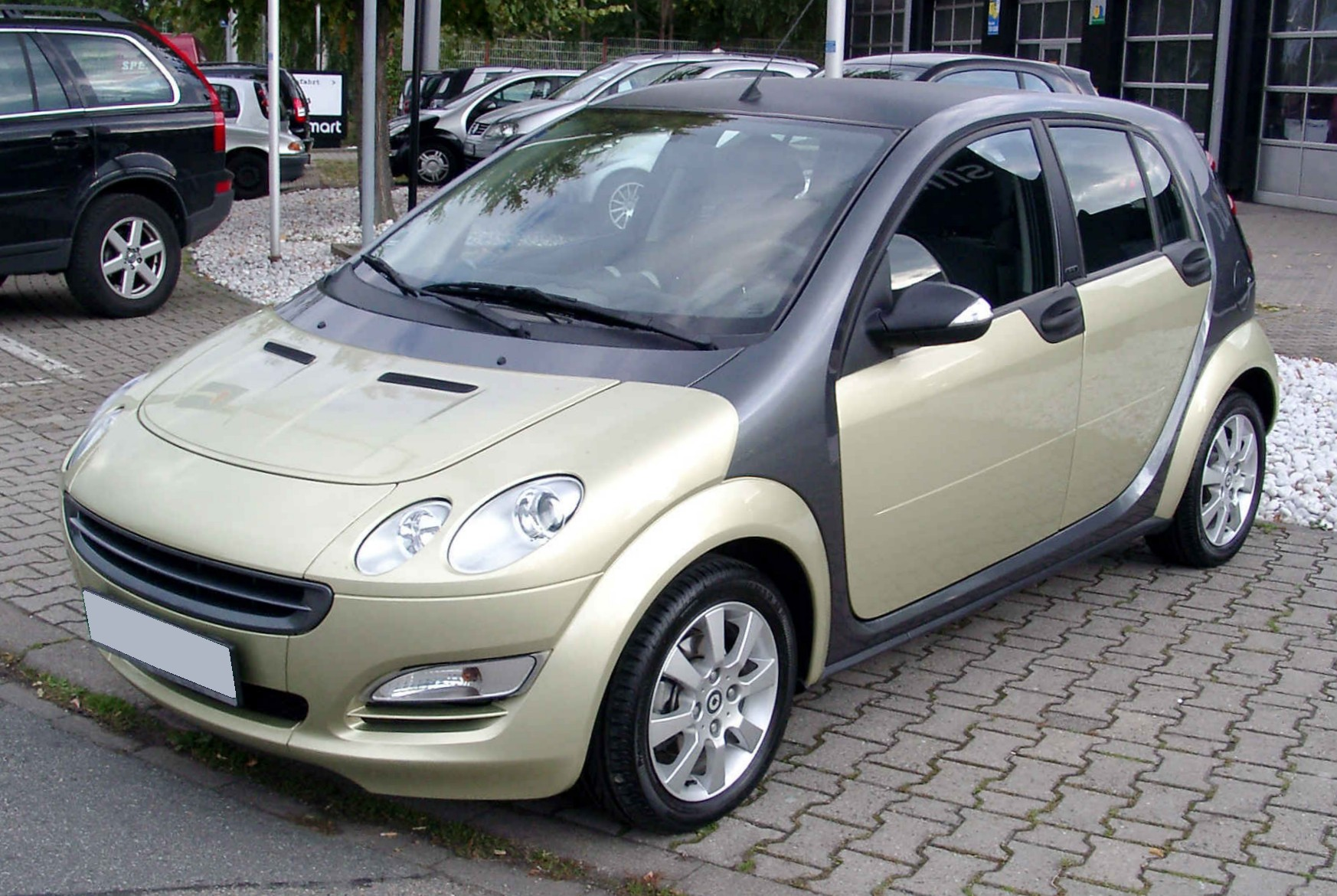
Smart Forfour

Smart Forfour var en småbil som presenterades 2004 för att erbjuda ett fyrsitsigt alternativ till Smart Fortwo. Den hade utvecklats i samarbete med Mitsubishi och delade teknik med, och tillverkades i samma fabrik som Mitsubishi Colt i holländska Born. Ett karosserialternativ var tillgängligt; femdörrars halvkombi med antingen fyra eller fem sittplatser. Till skillnad från den tvåsitsiga Fortwo hade Forfour både motor och drivning fram. 
Utseendet var säreget med en tydlig anknytning till den mindre Fortwomodellen. Tre bensinmotorer med 1,1 till 1,5 liters slagvolym utvecklade av Mitsubishi stod till buds, liksom en 1,5 liters dieselmotor utvecklad av DaimlerChrysler. År 2005 presenterades en specialversion, upptrimmad av företaget Brabus till 177 hästkrafter med speciella kosmetiska attribut i interiör och exteriör.
På grund av en dålig försäljning och en ändrad försäljningsstrategi hos Smart lades produktionen av modellen ned i juli 2006. Då hade 132 706 Forfour tillverkats.

## Andra generationen

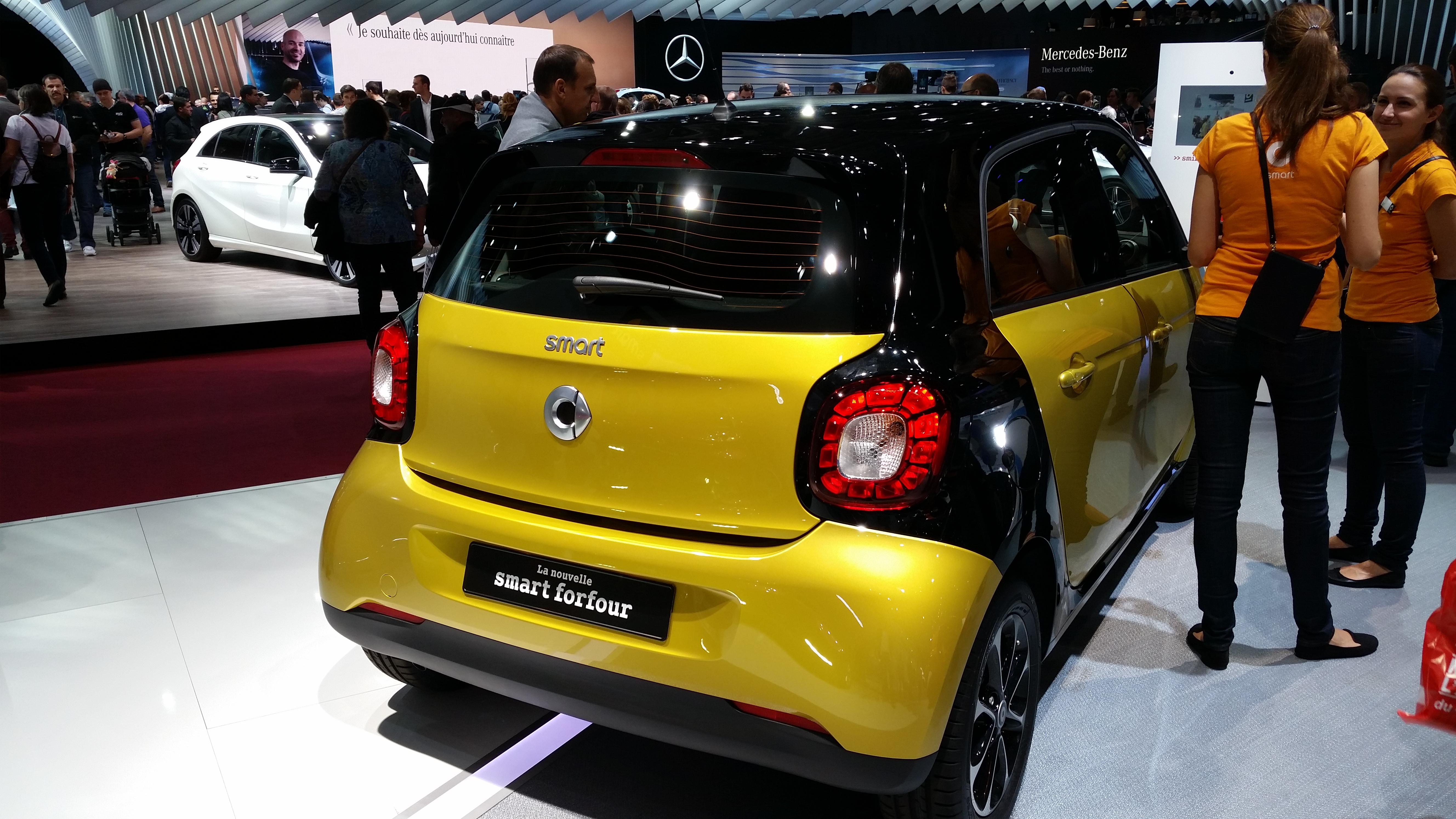
Smart Forfour generation 2

2014 presenterades en ny generation av Smart Forfour. Denna gång har bilen mer gemensamt med sin lillebror Smart Fortwo, som samtidigt lanserades i en ny modell. Forfour har en trecylindrig motor monterad vid bakhjulen och är bakhjulsdriven. Motorn finns i tre varianter på 60, 71 eller 90 hk, varav den starkaste är turboladdad. Smart delar 70 % av de tekniska komponenterna med den samtidigt lanserade Renault Twingo och Forfour-modellen tillverkas även vid samma fabrik. Till skillnad från Smart Fortwo har Forfour fyra dörrar (eller fem om man räknar bagageluckan).